# 日本エアロスペース
日本エアロスペース株式会社（にほんエアロスペース、英：JAPAN AEROSPACE CORPORATION）は、東京都港区に本社を置く小型航空機、ターボメカの販売などを行っている企業。伊藤忠商事株式会社の100％出資会社。

## 沿革
- 1952年（昭和27年）- 野崎産業株式会社が航空機部を設立
- 1999年（平成11年）- 野崎産業が川鉄商事と合併
- 2004年（平成16年）- 伊藤忠商事が日本エアロスペース株式会社を設立し、川鉄商事から航空宇宙事業を営業譲渡